# Халмурадов, Рустам Ибрагимович
Рустам Ибрагимович Халмурадов (узб. Rustam Ibragimovich Xalmurodov; род. 16 августа 1949, Самаркандская область, Узбекская ССР) — узбекский учёный и государственный деятель, профессор, доктор технических наук, депутат Олий Мажлиса 2-го созыва от Иштыханского округа, хоким Самаркандской области (2003—2004).

## Биография
Окончил Самаркандский государственный архитектурно-строительный институт (1967-72), Киевский автодорожный институт (1973-77).
В 1972—1973 гг. — ассистент строительной кафедры СамГАСИ. В 1978—1986 гг. — руководитель кафедры по обработке металлов, пластмассы, дерева СамГАСИ. С 1997—1999 гг. заместитель министра образования. В 1999-декабре 2003 — ректор Самаркандского Государственного Университета.
В 16 декабря 2003 — 9 июля 2004 гг. — хоким Самаркандской области. Депутат Олий Мажлиса 2-го созыва от Иштыханского округа, Самаркандская область (1999—2004 гг.) .
Сочинения
- Совершенствование теории и методов расчета железобетонных плит с нарушениями регулярности, Москва, 1995